# Dasispermum
- Commons
- Wikispecies

Dasispermum é um género botânico pertencente à família Apiaceae.